# Jean Hervé
Pour les articles homonymes, voir Hervé.
Jean Louis Émile Hervé, né le 30 mars 1884 à Paris 9e et mort le 27 novembre 1966 à Paris 14e, est un acteur et un joueur de rugby à XV français.

## Biographie
Il nait le 30 mars 1884 rue Godot-de-Mauroy dans le 9e arrondissement de Paris.

### Carrière sportive
Il est en 1900 président et capitaine de l'Association athlétique de l'école Albert-le-Grabd. Il rejoint le Stade français et est sacré champion olympique de rugby à XV aux Jeux olympiques de 1900 à Paris à l'âge de 16 ans. Il décide d'arrêter sa carrière par la suite, étant supposément déçu de ne pas avoir le capitanat dans son club.

### Carrière d'acteur
Elève du Conservatoire de 1903 à 1907, il commence sa carrière d'acteur au théâtre de l'Odéon en 1911.
Il entre à la Comédie-Française en 1919 où il reste jusqu'en 1941.
Bien que, plutôt un acteur de théâtre, il a également une riche carrière cinématographique. Il a incarné Néron dans l'adaptation filmée de 1912 de Britannicus.
En 1934, il est directeur du Théâtre antique d'Orange.

## Filmographie

### Comme acteur
- 1908 : La Fille du braconnier de Gérard Bourgeois
- 1912 : Britannicus (it) de Camille de Morlhon
- 1913 : La Légende d'Oedipe de Gaston Roudès
- 1913 : Shylock de Henri Desfontaines
- 1913 : La Closerie des genêts d'Adrien Caillard
- 1913 : Trente ans ou la vie d'un joueur d'Adrien Caillard et Georges Monca

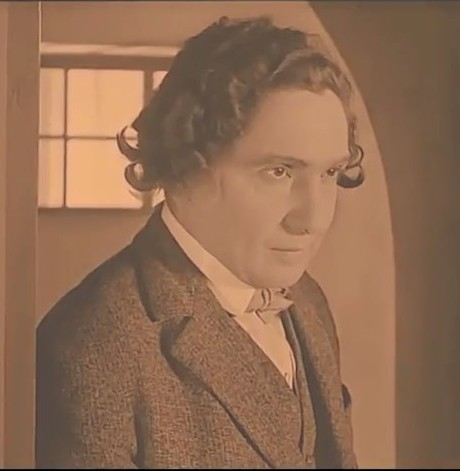
Dans Feu Mathias Pascal (1926)

- 1914 : La Jeunesse de Rocambole (Rocambole) de Georges Denola
- 1914 : Les Exploits de Rocambole (Le Nouveau Rocambole) de Georges Denola
- 1914 : Rocambole et l'Héritage du marquis de Morfontaine de Georges Denola
- 1920 : Fumée noire de René Coiffard et Louis Delluc
- 1921 : Le Drame des eaux mortes de Joseph Faivre
- 1921 : La Terre d'André Antoine
- 1921 : L'Étrange Aventure du Docteur Works de Robert Saidreau
- 1922 : La Vivante épingle de Jacques Robert
- 1926 : Feu Mathias Pascal de Marcel L'Herbier
- 1942 : Le Destin fabuleux de Désirée Clary de Sacha Guitry : François-Joseph Talma
- 1951 : Adhémar ou le Jouet de la fatalité de Fernandel

### comme réalisateur
- 1920 : Colomba
- 1922 : Le Pauvre Village
- 1923 : Les Deux soldats
- 1928 : Le Secret du Camélia

## Théâtre

### Avant la Comédie-Française
- 1910 : création d’Héliogabale (tragédie lyrique) au Théâtre des Arènes, à Béziers (tragédie lyrique en trois actes en vers, poème d'Émile Sicard, musique de Déodat de Séverac).
- 1911 : L'Armée dans la ville de Jules Romains, mise en scène André Antoine, Théâtre de l'Odéon
- 1911 : Rivoli de René Fauchois, Théâtre de l'Odéon
- 1911 : Aux jardins de Murcie d'après José Feliú y Codina, mise en scène Firmin Gémier, Théâtre de l'Odéon
- 1912 : Troïlus et Cressida de William Shakespeare, Théâtre de l'Odéon
- 1912 : L'Honneur japonais de Paul Anthelme, Théâtre de l'Odéon
- 1912 : La Foi d'Eugène Brieux, Théâtre de l'Odéon
- 1912 : Faust de Johann Wolfgang von Goethe, mise en scène André Antoine, Théâtre de l'Odéon
- 1913 : Dannémorah de Philibert de Puyfontaine, Théâtre de l'Odéon
- 1913 : Histoire de Manon Lescaut de Didier Gold, Théâtre de l'Odéon
- 1913 : Rachel de Gustave Grillet, Théâtre de l'Odéon
- 1914 : La Bourgeois aux champs d'Eugène Brieux, Théâtre de l'Odéon
- 1921 : Les Porte-glaives- de René Chrstian Frogé, Théâtre des Champs-Élysées

### Comédie-Française
Entrée à la Comédie-Française en 1919
Sociétaire de 1925 à 1941
371e sociétaire
- 1920 : La Fille de Roland de Henri de Bornier : Gérald
- 1920 : Le Repas du lion de François de Curel : Robert Charrier
- 1920 : Juliette et Roméo d'André Rivoire d'après William Shakespeare : Tybalt
- 1920 : Paraître de Maurice Donnay : Paul Margès
- 1921 : Francillon d'Alexandre Dumas fils : Pinguet
- 1921 : Cléopâtre d'André-Ferdinand Hérold d'après Plutarque et William Shakespeare : Octave
- 1921 : Un ennemi du peuple de Henrik Ibsen : Hovstad
- 1921 : Aimer de Paul Géraldy : Challange
- 1922 : Bérénice de Jean Racine : Antiochus (14 fois de 1922 à 1925)
- 1922 : Les Phéniciennes de Georges Rivollet : Etéocle
- 1922 : L'Ivresse du sage de François de Curel, mise en scène Marie-Thérèse Piérat : Roger Parmelins
- 1923 : Rome vaincue d'Alexandre Parodi : Vestoepor
- 1923 : Jean de La Fontaine de Louis Geandreau et Léon Guillot de Saix : Molière
- 1923 : La Flamme de José Germain et Émile Guérinon : Jacques Bonhomme
- 1923 : Monna Vanna de Maurice Maeterlinck : Guido Colonna
- 1924 : La Dépositaire d'Edmond Sée, Comédie-Française au Théâtre de l'Odéon : François Hersent
- 1924 : Jeanne d'Arc de Charles Péguy, mise en scène Fernand Crommelynck : Raoul de Gaucourt
- 1924 : L'Énigme de Paul Hervieu : Raymond de Gourgiran
- 1924 : La Part du roi de Catulle Mendès : Henri
- 1925 : Le Retour à la terre d'Auguste Villeroy
- 1926 : Dalilah de Paul Demasy, Théâtre de l'Odéon
- 1926 : Les Compères du roi Louis de Paul Fort : Charles le Téméraire
- 1926 : Alkestis (Alceste) de Georges Rivollet d'après Euripide : Admettos
- 1927 : Bérénice de Jean Racine : Titus (24 fois de 1927 à 1941)
- 1931 : Patrie de Victorien Sardou, mise en scène Émile Fabre : le duc d'Albe
- 1933 : La Tragédie de Coriolan de William Shakespeare, mise en scène Émile Fabre : Tullius Aufidius
- 1934 : Andromaque de Jean Racine, mise en scène Raphaël Duflos : Oreste
- 1934 : L'Otage de Paul Claudel, mise en scène Émile Fabre : Georges de Coufontaine
- 1936 : La Rabouilleuse d'Émile Fabre d'après Honoré de Balzac, mise en scène Émile Fabre : Orsanto
- 1936 : Le Duel d'Henri Lavedan pièce en 3 actes, en prose, représenté pour la 1re fois à la Comédie-Française le 17 avril 1905
- 1938 : Esther de Jean Racine, mise en scène Georges Le Roy : Assuérus
- 1938 : La Robe rouge d'Eugène Brieux : Etchepare
- 1938 : L'Otage de Paul Claudel, mise en scène Émile Fabre : Georges de Coufontaine
- 1939 : Rodogune de Pierre Corneille : Antiochus
- 1940 : Le Misanthrope de Molière : Alceste
- 1940 : Le Cid de Pierre Corneille, mise en scène Jacques Copeau : don Diègue
- 1941 : Le Misanthrope de Molière : Alceste

### Après la Comédie-Française
- 1942 : Les Dieux de la nuit de Charles de Peyret-Chappuis, mise en scène Camille Corney, Théâtre Hébertot : Thésée
- 1943 : Le Roi Jean de William Shakespeare, mise en scène René Rocher, Théâtre de l'Odéon
- 1948 : L'Annonce faite à Marie d'après Paul Claudel, mise en scène Jean Vernier, Théâtre Hébertot
- 1952 : Ruy Blas de Victor Hugo, mise en scène Pierre Valde, Théâtre Sarah-Bernhardt
- 1954 : Les Misérables de Jean Hervé et Guy Montalée d'après Victor Hugo, mise en scène Jean Hervé, théâtre du Casino d'Enghien : Jean Valjean
- 1955 : Judas de Marcel Pagnol, mise en scène Pierre Valde, Théâtre de Paris
- 1958 : L'Impromptu de Barentin de André Maurois, Festival de Barentin : Pierre Corneille
- 1962 : Œdipe-Roi de Jean Cocteau, musique Maurice Thiriet, Grand théâtre romain de Fourvière à Lyon : le messager de Lyon